# كوكولوبا
كوكولوبا (الاسم العلمي: Coccoloba)، هو جنس نبات ينتمي إلى بطباطية (فصيلة: Polygonaceae).